# Complete 'B' Sides
Complete 'B' Sides è un album di raccolta del gruppo rock statunitense Pixies, pubblicato nel 2001.

## Tracce
Tutte le tracce sono state scritte da Black Francis, eccetto dove indicato.

1. River Euphrates – 3:23
2. Vamos (Live) – 3:28
3. In Heaven (Lady in the Radiator Song) (Live) (Peter Ivers, David Lynch) – 1:46
4. Manta Ray – 2:39
5. Weird at My School – 1:59
6. Dancing the Manta Ray – 2:13
7. Wave of Mutilation (UK Surf) – 3:00
8. Into the White – 4:42
9. Bailey's Walk – 2:23
10. Make Believe – 1:54
11. I've Been Waiting for You (Neil Young) – 2:45
12. The Thing – 1:58
13. Velvety Instrumental Version – 2:04
14. Winterlong (Neil Young) – 3:07
15. Santo – 2:16
16. Theme from Narc (Brian Schmidt) – 1:48
17. Build High – 1:42
18. Evil Hearted You (Graham Gouldman) – 2:37
19. Letter to Memphis (Instrumental) – 2:43